# ǃNamiǂNûs (Wahlkreis)
ǃNamiǂNûsKlicklaut (bis 8. August 2013 Lüderitz) ist ein Wahlkreis in der namibischen Region ǁKharas. Er umschließt die Stadt Lüderitz, nach der er ursprünglich benannt war.

## Name
Auf Khoekhoegowab bedeutet ǃNamiǂNûs Umarmung. Der Name soll auf die ersten Bewohner des Gebietes zurückgehen, die ǃAman, eine Untergruppe der Nama.

## Geographie
Mit einer Fläche von 48.271 Quadratkilometern und 17.200 Einwohnern (Stand 2023) ist ǃNamiǂNûs zwar einer der flächenmäßig größten, aber auch am dünnsten besiedelten Wahlkreise Namibias. Das Gebiet bildet im Wesentlichen den gesamten westlichen Teil der Region ǁKharas.
Der Wahlkreis grenzt im Westen an den hier durch den Benguelastrom relativ kühlen Südatlantik und besteht insofern größtenteils aus der Namib, inklusive den beiden für die Siedlung nicht geöffneten Nationalparks Tsau-ǁKhaeb-(Sperrgebiet) und Namib-Naukluft, wodurch sich auch die geringe Einwohnerdichte erklärt.

## Wahlen
| Wahl | Name               | Partei | Stimmenanteil |
| ---- | ------------------ | ------ | ------------- |
| 1992 | Jakobus Minnaar    | SWAPO  | 71,5 %        |
| 1998 | Fluksman Samuel    | SWAPO  | 90,2 %        |
| 2004 | David Shoombe      | SWAPO  | 92,5 %        |
| 2010 | Jan Scholtz        | SWAPO  | 86,3 %        |
| 2015 |                    | SWAPO  | o. W. 1       |
| 2020 | Hambelela Ndjaleka | SWAPO  | 37,7 %        |